# Maldive ai Giochi della XXIV Olimpiade
Le Maldive parteciparono ai Giochi della XXIV Olimpiade, svoltisi a Seul, Corea del Sud, dal 17 settembre al 2 ottobre 1988, con una delegazione di 7 atleti impegnati in una disciplina.

## Risultati

### Atletica leggera
Eventi di corsa su pista e strada
| Atleta                                                         | Evento | Batteria  | Batteria  | Semifinale      | Semifinale      | Finale          | Finale          |           |           |
| Atleta                                                         | Evento | Risultato | Posizione | Risultato       | Posizione       | Risultato       | Posizione       | Risultato | Posizione |
| -------------------------------------------------------------- | ------ | --------- | --------- | --------------- | --------------- | --------------- | --------------- | --------- | --------- |
| Ibrahim Shareef                                                | 100 m  | 11.49     | 95ª       | non qualificato | non qualificato | non qualificato | non qualificato |           |           |
| Ibrahim Shareef                                                | 200 m  | 23.17     | 71ª       | non qualificato | non qualificato | non qualificato | non qualificato |           |           |
| Ahmed Shageef                                                  | 400 m  | 50.61     | 67ª       | non qualificato | non qualificato | non qualificato | non qualificato |           |           |
| Ismail Asif Ibrahim Manik Abdul Razzak Aboobakur Mohamed Hanim | 4×100m | 44.31     | 26ª       | non qualificato | non qualificato | non qualificato | non qualificato |           |           |